# Gare de Morteau
Gare de Morteau vasútállomás Franciaországban, Morteau településen.

## Vasútvonalak
Az állomást az alábbi vasútvonalak érintik:
- Besançon-Viotte–Le Locle-vasútvonal

## Kapcsolódó állomások
A vasútállomáshoz az alábbi állomások vannak a legközelebb:
- Gare de Gilley (Gare de Besançon-Viotte)
- Col des Roches railway station (Le Locle vasútállomás)